# حسن‌آباد آب‌کنار
حسن‌آباد آب‌کنار، روستایی از توابع بخش جره و بالاده شهرستان کازرون در استان فارس ایران است.
این روستا با توجه به جمعیت کم فوتبالیست‌های بسیار خوبی در سطح شهرستان کازرون دارد و تیم فوتبال این روستا یکی از بهترین تیم‌های بخش جره و بالاده می‌باشد.

## جمعیت
این روستا در دهستان جره قرار دارد و بر اساس سرشماری مرکز آمار ایران در سال ۱۳۹۵، جمعیت آن ۲۷۶ نفر (۷۲ خانوار) بوده‌ است.